# Carlo Azeglio Ciampi
Carlo Azeglio Ciampi (Livorno, 9 december 1920 – Rome, 16 september 2016) was van 13 mei 1999 tot 15 mei 2006 de 10e president van Italië. Hij werd opgevolgd door Giorgio Napolitano.

## Opleiding en politieke ambten
Hij volgde de studierichting Antieke Griekse Literatuur en Klassieke Filologie aan de Scuola Normale Superiore di Pisa, een van de meest prestigieuze universiteiten van Italië, waar hij in 1941 afstudeerde. Daarna studeerde hij in Pisa en ook enkele maanden in Leipzig literatuur en rechten. Hij was tijdens de Tweede Wereldoorlog een tegenstander van het fascisme en het nazisme. In 1946 ging hij werken voor Banca d'Italia. In 1978 werd Ciampi daar de algemeen directeur. Daarna was hij onder andere;
- premier van Italië (april 1993 - mei 1994), opgevolgd door Silvio Berlusconi
- minister van financiën (1996 - mei 1999), in de "Olijf-coalitie" van Romano Prodi.

In die laatste functie lukte het hem Italië tot de eurozone te laten toetreden.
De president van Italië heeft maar een beperkte invloed op het land. Een functie die voornamelijk ceremonieel van aard is, zij het dat de Italiaanse president wetten terug kan sturen naar het parlement indien hij of zij van mening is, dat de wet strijdig is of zou kunnen zijn met de principes van de grondwet. Ciampi zorgde bijvoorbeeld op basis hiervan voor opschudding toen hij weigerde om de mediawet te ondertekenen die voor Berlusconi's bedrijf Fininvest zeer gunstig was.
Zowel binnen als buiten Italië is Ciampi een zeer gewaardeerd en gerespecteerd politicus. In het sterk gepolitiseerde Italië heeft men getracht hem zelfs nog te overreden een extra termijn aan zijn presidentschap toe te laten voegen, toen deze in   2006 afliep (hij was op dat moment al 85 jaar oud), omdat hij een van de weinige figuren was die door zowel links als rechts werd gerespecteerd.
In 2006 was Ciampi beschermheer van de Olympische Winterspelen in Turijn.

## Eretekens
Frankrijk kende hem in 1985 de titel toe van Commandeur in het Legion d'Honneur. Op 5 mei 2005 heeft hij de Karelsprijs in Aken ontvangen. Oostenrijk verleende Ciampi het Ereteken voor Diensten aan de Republiek Oostenrijk, de hoogste ereteken van het land.